# Planet Jedward
Planet Jedward är debutalbumet av den irländska popduon Jedward, släppt 2010. Det släpptes av Absolute Records. Albumet nådde förstaplatsen på Irlands albumslista och nummer 17 på Storbritanniens albumslista, albumet sålde också platina i Nordirland. Albumet består enbart av covers.
Planet Jedward Special Edition är ett album som innehåller coverlåtar från Planet Jedward och egna låtar från den nya skivan Victory. Albumet släpptes i Sverige och Tyskland den 18 juli 2011. Albumet innehåller både covers from Planet Jedward och egna låtar från Victory.

## Planet Jedward - Spårlista
| Nr  | Titel                                             | Originalartist                     | Längd |
| --- | ------------------------------------------------- | ---------------------------------- | ----- |
| 1.  | Under Pressure (Ice Ice Baby) (feat. Vanilla Ice) | David Bowie, Queen och Vanilla Ice | 3:42  |
| 2.  | All the Small Things                              | Blink-182                          | 2:53  |
| 3.  | Everybody                                         | Backstreet Boys                    | 2:53  |
| 4.  | Ghostbusters                                      | Ray Parker Jr.                     | 2:54  |
| 5.  | Fight for Your Right (To Party!)                  | Beastie Boys                       | 3:20  |
| 6.  | I Want Candy                                      | The Strangeloves                   | 3:15  |
| 7.  | Jump                                              | Kris Kross                         | 3:19  |
| 8.  | I Like to Move It                                 | Reel 2 Real                        | 3:43  |
| 9.  | Rock DJ                                           | Robbie Williams                    | 4:03  |
| 10. | Teenage Kicks                                     | The Undertones                     | 2:22  |
| 11. | Pop Muzik                                         | M                                  | 2:41  |
| 12. | Lipstick (2011 edition bonus track)               | Jedward                            | 3:52  |

## Planet Jedward Special Edition - Spårlista
| Nr  | Titel                                                    | Längd |
| --- | -------------------------------------------------------- | ----- |
| 1.  | Lipstick (extended version)                              | 3:52  |
| 2.  | Bad Behaviour                                            | 2:53  |
| 3.  | My Miss America                                          | 3:21  |
| 4.  | Celebrity                                                | 3:37  |
| 5.  | POP Rocket                                               | 3:20  |
| 6.  | Under Pressure (ice ice baby) (feat. Vanilla Ice)        | 3:42  |
| 7.  | All the Small Things (cover av Blink-182)                | 2:53  |
| 8.  | Fight For Your Right (To Party!) (cover av Beastie Boys) | 3:20  |
| 9.  | Jump (cover av Kris Kross)                               | 3:19  |
| 10. | Wow Oh Wow                                               | 3:20  |
| 11. | DiSTorTion                                               | 3:37  |